# Vladan Savić
Vladan Savić (Berane, Crna Gora, 26. srpnja 1979.) je crnogorski nogometaš.

## Sportska karijera
Vladan Savić od sezone 2007. nastupa za NK Kečkemet iz Kečkemeta (Mađarska). Ranije je nastupao za FK Berane (MNE), FK Budućnost Podgorica  (MNE), FK Mladost Apatin (SRB),FK Spartak (SRB) i FK Voždovac (SRB).
Igra na sredini terena. 

## Vanjske poveznice
- Službene stranice  Arhivirana inačica izvorne stranice od 27. srpnja 2008. (Wayback Machine)